# Chó Eskimo Canada
Chó Eskimo Canada (tiếng Anh: Canadian Eskimo Dog) là một giống chó Bắc Cực thuộc loại chó lao động, thường được coi là một trong những con chó nội địa thuần chủng lâu đời nhất và hiếm có nhất ở Bắc Mỹ. Những cái tên khác như qimmiq hoặc qimmit (tiếng Inuit có nghĩa là "chó"). Chúng được mang từ Siberiađến Bắc Mỹ bởi người Thule cách đây 1.000 năm, cùng với Chó Greenland giống hệt về mặt di truyền.
Loài này hiện đang bị đe dọa tuyệt chủng, với ước tính năm 2008 chỉ có 300 con chó thuần chủng. Mặc dù từng được sử dụng như phương pháp vận chuyển Inuit ở Bắc cực Canada,vào những năm 1960, các nhóm chó làm việc truyền thống ngày càng trở nên hiếm hoi ở miền Bắc. Các yếu tố ảnh hưởng sự suy giảm của giống bao gồm sự phổ biến ngày càng tăng của xe trượt tuyết để vận chuyển và sự lây lan của các bệnh chó nhiễm trùng. Tranh cãi bao quanh việc phá hủy cố ý của một số lượng tranh cãi của chó Inuit giữa năm 1950 và 1970 bởi Royal Canadian Mounted Police cũng như những nỗ lực gần đây để tăng số lượng của giống.

## Huyết thống
Những con chó đầu tiên đến châu Mỹ 12.000 năm trước. Tuy nhiên, con người và con chó của họ đã không định cư ở Bắc Cực cho đến khi hai nhóm đến từ Siberia, người Paleo-Eskimo 4.500 năm trước và người Thule cách đây 1.000 năm. Những con chó Inuit của Canada (Chó Canda Eskimo) và Greenland (Chó Greenland) xuất phát từ những con chó có liên quan đến người Thule, những người dựa vào chúng để vận chuyển từ Siberia.
Trong năm 2015, một nghiên cứu sử dụng một số dấu hiệu di truyền cho thấy cả hai giống chó này không được coi là giống riêng biệt, chúng duy trì một di sản bản địa trước thời kỳ thuộc địa và thời gian tương ứng với sự xuất hiện của người Thule, và chúng khác biệt với Chó Husky Sibir, Chó Husky Alaska và Chó Alaska. Chuỗi DNA ti thể của chó Inuit được phân loại là haplotype A31. Haplotype này không thể được tìm thấy trong những con chó hiện đại khác; gần nhất là với một con chó 1.000 tuổi từ Florida.